# R. J. Hunter
Ronald Jordan "R. J." Hunter, né le 24 octobre 1993 à Oxford en Ohio, est un joueur américain de basket-ball. Il évolue au poste d'arrière.

## Clubs successifs
- 2012-2015 :  Panthers de Georgia State (NCAA).

## Palmarès
- GSU all-time leading scorer
- 2× Sun Belt Male Athlete of the Year
- 2× Sun Belt Player of the Year (2014, 2015)
- 2× First-team All-Sun Belt (2014, 2015)
- CAA Rookie of the Year (2013)
- First-team All-CAA (2013)
- CAA All-Rookie team (2013)

## Statistiques

### Universitaires
Les statistiques de R. J. Hunter en matchs universitaires sont les suivantes :
| Année     | Équipe        | Matches | Titul. | Min./m. | %tir | %3pts | %l-f | rbds/m. | pass/m. | int/m. | ctr/m. | pts/m. |
| --------- | ------------- | ------- | ------ | ------- | ---- | ----- | ---- | ------- | ------- | ------ | ------ | ------ |
| 2012-2013 | Georgia State | 31      | 31     | 33,5    | 43,9 | 36,5  | 77,6 | 5,10    | 1,84    | 1,71   | 0,84   | 17,00  |
| 2013-2014 | Georgia State | 33      | 32     | 33,5    | 44,4 | 39,5  | 88,2 | 4,58    | 1,73    | 1,91   | 0,94   | 18,30  |
| 2014-2015 | Georgia State | 35      | 35     | 37,0    | 39,6 | 30,7  | 87,8 | 4,71    | 3,60    | 2,14   | 1,00   | 19,66  |
| Total     | Total         | 99      | 98     | 34,7    | 42,3 | 35,4  | 85,3 | 4,79    | 2,42    | 1,93   | 0,93   | 18,37  |